# Jiřina Sedláčková
Jiřina Sedláčková (14. května 1914 Přestavlky – 12. dubna 2002 Kamenice u Prahy) byla česká herečka, zpěvačka a manekýnka. Svou kariéru odstartovala díky svému půvabu právě jako modelka (předváděla např. pro módní salon Hany Podolské). Její působení ve filmu trvalo poměrně krátce, hrála v pouhých dvanácti filmech.
Její první manželství (byla provdaná jako Sternová) skončilo rozvodem (pod jménem Sternová je uváděna ještě v titulcích svého prvního filmu Ducháček to zařídí). Za války se provdala za hoteliéra Jaroslava Brandejse, který byl vlastníkem hotelu Esplanade. Potom se vzdala herectví a věnovala se své rodině; měla dvě dcery. 

## Filmografie
- Ducháček to zařídí – 1938
- Ideál septimy – 1938
- Manželka něco tuší – 1938
- Slečna matinka – 1938
- Svět, kde se žebrá – 1938
- Eva tropí hlouposti – 1939
- Bílá jachta ve Splitu – 1939
- Děvče z předměstí anebo Všecko příjde najevo – 1939
- Tulák Macoun – 1939
- Umlčené rty – 1939
- Ženy u benzinu – 1939
- Valentin Dobrotivý – 1942